# Дъшей (окръг, Арканзас)
Окръг Дъшей (на английски: Desha County) е окръг в щата Арканзас, Съединени американски щати. Площта му е 2124 km², а населението – 13 008 души (2010). Административен център е град Арканзас Сити.